# مرکز هوایی ریگگ
مرکز هوایی ریگگ (به انگلیسی: Rygge Air Station) یک فرودگاه نظامی با کد یاتا RYG است که یک باند فرود آسفالت دارد و طول باند آن ۲۴۴۲ متر است. این فرودگاه در کشور نروژ قرار دارد و در ارتفاع ۵۳ متری از سطح دریا واقع شده است.